# Байду, Майкл
Майкл Байду (англ. Michael Baidoo; род. 14 мая 1999, Аккра, Гана) — ганский футболист, полузащитник клуба «Плимут Аргайл».

## Клубная карьера
Начинал заниматься футболом в академии ганского клуба «Вижн». В 2015 году был на просмотре в нидерландском «Твенте». В начале 2017 года перешёл в датский «Мидтьюлланн», присоединившись к молодёжной команде клуба. 11 марта 2018 года в составе основной команды дебютировал в чемпионате Дании в выездной встрече с «Норшелланном», появившись на поле в середине второго тайма вместо Густава Викхейма. По итогам сезона «Мидтьюлланн» занял первое место в турнирной таблице и стал чемпионом страны. 31 августа 2018 года отправился на правах аренды до конца сезона в клуб первого датского дивизиона — «Фредерисию». За время аренды принял участие в 16 матчах, не отметившись результативными действиями.
29 июля 2019 года на правах аренды перешёл в норвежский «Йерв», выступающий в ОБОС-лиге. Первую игру в новом клубе провёл 4 августа против «Стрёммена», выйдя на игру в стартовом составе. В январе 2020 года аренда Байду была продлена ещё на один год. По завершении срока аренды с игроком был подписан полноценный контракт, рассчитанный на два года.
12 мая 2021 года присоединился к «Саннес Ульфу», подписав с клубом трудовое соглашение на три с половиной года. Через три дня впервые сыграл за клуб в ОБОС-лиге в домашней игре со «Стартом», выйдя на замену на 60-й минуте. В течение сезона принял участие почти во всех матчах чемпионата, пропустив лишь один из-за перебора жёлтых карточек, и забил четыре мяча.
13 января 2022 года подписал четырёхлетний контракт со шведским «Эльфсборгом».

## Статистика в сборной
В 2014 году провёл один матч в составе юношеской сборной Ганы до 17 лет. В феврале 2019 года в составе сборной до 20 лет принимал участие в Кубке африканских наций, на котором принял участие в двух матчах группового этапа: с Буркина-Фасо и Мали.

## Достижения
Мидтьюлланн:
- Чемпион Дании: 2017/18

## Клубная статистика
| Выступление      | Выступление      | Выступление      | Лига | Лига | Кубки | Кубки | Конт. кубки | Конт. кубки | Итого | Итого |
| Клуб             | Лига             | Сезон            | Игры | Голы | Игры  | Голы  | Игры        | Голы        | Игры  | Голы  |
| ---------------- | ---------------- | ---------------- | ---- | ---- | ----- | ----- | ----------- | ----------- | ----- | ----- |
| Мидтьюлланн      | Суперлига        | 2017/18          | 1    | 0    | 1     | 0     | 0           | 0           | 2     | 0     |
| Мидтьюлланн      | Суперлига        | 2018/19          | 0    | 0    | 0     | 0     | 1           | 0           | 1     | 0     |
| Мидтьюлланн      | Итого            | Итого            | 1    | 0    | 1     | 0     | 1           | 0           | 3     | 0     |
| → Фредерисия     | Первый дивизион  | 2018/19          | 16   | 0    | 0     | 0     | 0           | 0           | 16    | 0     |
| → Фредерисия     | Итого            | Итого            | 16   | 0    | 0     | 0     | 0           | 0           | 16    | 0     |
| Йерв             | ОБОС-лига        | 2019             | 13   | 2    | 0     | 0     | 0           | 0           | 13    | 2     |
| Йерв             | ОБОС-лига        | 2020             | 27   | 4    | 0     | 0     | 0           | 0           | 27    | 4     |
| Йерв             | Итого            | Итого            | 40   | 6    | 0     | 0     | 0           | 0           | 40    | 6     |
| Саннес Ульф      | ОБОС-лига        | 2021             | 29   | 4    | 1     | 1     | 0           | 0           | 30    | 5     |
| Саннес Ульф      | Итого            | Итого            | 29   | 4    | 1     | 1     | 0           | 0           | 30    | 5     |
| Эльфсборг        | Алльсвенскан     | 2022             | 0    | 0    | 0     | 0     | 0           | 0           | 0     | 0     |
| Эльфсборг        | Итого            | Итого            | 0    | 0    | 0     | 0     | 0           | 0           | 0     | 0     |
| Всего за карьеру | Всего за карьеру | Всего за карьеру | 86   | 10   | 2     | 1     | 1           | 0           | 89    | 11    |